# Hermann Buhl (hegymászó)
Hermann Buhl (Innsbruck, 1924. szeptember 21. – Chogolisa, Pakisztán, 1957. június 27.) osztrák hegymászó.

## Hegymászó eredményei
Kurt Diemberger mellett az egyetlen hegymászó, aki két nyolcezres csúcs meghódításában vett részt. 1952-53-ban számos nehéz Alpok-beli hegymászó-utat mászott, egy részüket egyedül (szólóban), télen (pl. Piz Badile északkeleti fala). 1953-ban Ausztriában az év sportolója. 
1953. július 3-án elsőként megmászta a Nanga Parbat csúcsát egy német expedícióban, egyedül. 1957-ben negyedmagával megmászta a Broad Peak csúcsát. 1957-ben a Chogolisa megmászási kísérlete után egy leszakadó hópárkánnyal életét vesztette.
Magashegyi egyedül mászott útjai és teljesítménye csak 20 évvel később Reinhold Messner teljesítményéhez hasonlítható.